# Fotja andina
La fotja andina (Fulica ardesiaca) és una espècie d'ocell de la família dels ràl·lids (Rallidae) que habita estanys, llacs i rius dels Andes, des de Colòmbia, cap al sud, a través de l'Equador, el Perú i Bolívia fins al nord de Xile i de l'Argentina.